# ديك وليامز (لاعب كرة قاعدة)
ديك وليامز (بالإنجليزية: Dick Williams) هو لاعب كرة قاعدة أمريكي، ولد في 7 مايو 1929 في سانت لويس في الولايات المتحدة، وتوفي في 7 يوليو 2011 في لاس فيغاس في الولايات المتحدة بسبب أم الدم الأبهرية.

## وصلات خارجية
- ديك وليامز على موقعبيزبول رفرنس.كوم (الدوري الرئيسي) (الإنجليزية)
- ديك وليامز على موقعبيزبول رفرنس.كوم (الدوري الثانوي) (الإنجليزية)
- ديك وليامز على موقع قاعة مشاهير كرة القاعدة (الإنجليزية)